# Franz Stampfl
Franz Ferdinand Leopold Stampfl (* 18. November 1913 in Wien, Österreich-Ungarn; † 19. März 1995 in Melbourne) war einer der führenden Leichtathletiktrainer des 20. Jahrhunderts und einer der ersten Vertreter des Intervalltrainings. Sein prägendster Erfolg war die erste Meile unter 4 Minuten durch Roger Bannister am 6. Mai 1954.

## Wiener Jahre
Franz Stampfl wuchs in einfachen Verhältnissen in Wien-Ottakring auf. Die Familie mit sieben Kindern lebte in einer Wohnung bestehend nur aus Zimmer-Küche-Kabinett. Vater Josef Stampfl war Erzeuger von chirurgischen Instrumenten. Über seine Mutter Karoline Katharina Stampfl, geb. Josepow, wird vermutet, dass sie russischer Abstammung war und eine unklare Verbindung zur Zarenfamilie und Felix Felixowitsch Jussupow, dem Drahtzieher bei der Ermordung von Rasputin bestanden hat. Franz Stampfl absolvierte eine kaufmännische Ausbildung und besuchte Malereikurse an der Kunstgewerbeschule Wien. Er war als Leichtathlet aktiv und war ein guter Skifahrer. 1935 gewann er den Titel des österreichischen Juniorenmeisters im Speerwurf. Bei den Olympischen Spielen von Berlin 1936 war er als Trainer und zur Unterstützung von Leichtathletik-Chefcoach Harold Anson Bruce Mitglied des österreichischen Teams. Vermutlich aus disziplinären Gründen wurde er in Berlin wie mehrere andere Sportler auch aus der Mannschaft ausgeschlossen und wenige Wochen später von der Sportführung für über zwei Jahre bis Ende 1938 gesperrt.

## Weggang aus Österreich
Anfang Mai 1937 verließ Franz Stampfl Wien in Richtung London. Mehrere Gründe führten zu dieser Entscheidung. Es gab familiäre Konflikte, weil er nicht in der Werkstatt seines Vaters arbeiten wollte, sondern sich für Kunst und Sport interessierte. Zudem beunruhigte ihn die politische Entwicklung und es gab wenig wirtschaftliche Perspektiven. Er war kein Jude, sondern römisch-katholisch, und daher nicht aus „rassischen“ Gründen zur Flucht gezwungen. Dem Nationalsozialismus stand er jedoch ablehnend gegenüber, wie auch seine Schwester Hilda Stampfl, die im kommunistischen Widerstand engagiert war, 1941 in Wien festgenommen wurde und von 1943 bis zum Ende des Zweiten Weltkrieges im Frauenzuchthaus Aichach in Bayern inhaftiert war. Einen Impuls, Wien zu verlassen, bot zudem die jüdische Familie Ronay, mit der er engen Kontakt hatte, und die bereits vor ihm nach London emigriert war.

## Zweiter Weltkrieg
Mit dem Anschluss Österreichs an Hitlerdeutschland und dem Angriff deutscher Truppen auf Polen wurde Franz Stampfl in London zum Enemy Alien und musste nachweisen, dass er eine Arbeit leisten konnte, die kein anderer Engländer zu leisten imstande wäre. Durch Unterstützung von Harold Abrahams, Olympiasieger 1924 über 100 Meter, bekam er diverse Jobs als Trainer. Im Frühjahr 1940 wollte Großbritannien jedoch Personen aus Deutschland, Österreich und Italien abschieben, aus Angst, sie könnten Spione sein und würden im Fall eines deutschen Angriffs gegen die Engländer kämpfen. Franz Stampfl wurde verhört, trat in Hungerstreik, kam ins Walton Prison bei Liverpool und das Internierungscamp Seaton in Südengland. Am 2. Juli 1940 dürfte er als Internierter an Bord des Schiffes SS Arandora Star auf dem Weg nach Kanada gewesen sein, das nach einem Torpedoangriff gesunken ist. Etwa die Hälfte der 1600 Mann Besatzung ist dabei gestorben. Vom 10. Juli bis 6. September 1940 wurde er auf dem Truppentransportschiff Dunera unter verheerenden Umständen nach Australien deportiert. Bis 28. Jänner 1942 war er in den Internierungslagern Hay und Tatura. Danach diente er bis 15. Jänner 1946 in der australischen Armee und kehrte am 28. Februar 1946 nach Großbritannien zurück.

## Erste Meile unter 4 Minuten
Von 1946 bis 1951 arbeitete Franz Stampfl als Leichtathletik-Nationaltrainer für Nordirland in Belfast. Als er dort nicht mehr bezahlt werden konnte, ging er nach London und begann seine Tätigkeit als selbstständiger Coach. Ab Herbst 1953 arbeitete er gemeinsam mit Roger Bannister, Chris Brasher und Chris Chataway an dem Ziel, erstmals die 4-Minuten-Barriere im Meilenlauf zu brechen. Stampfl entwarf den Plan für das Rennen, in dem zuerst Brasher und dann Chataway für das richtige Tempo sorgen sollten, bevor Bannister die Aufgabe vollenden würde. Aufgrund des heftigen Windes am Tag des Rennens, dem 6. Mai 1954, war Bannister unsicher, ob er starten sollte. Auf der Zugfahrt von London nach Oxford, wo das Rennen geplant war, sagte Stampfl zu Bannister: „Wenn du es heute nicht versuchst, wirst du dir je vergeben können?“. Am Iffley Road Track in Oxford erzielte Bannister die Zeit von 3:59,4 min.

## Buch „Franz Stampfl On Running“
1955 veröffentlichte er sein Buch „Franz Stampfl On Running“, das die Times in London als „admirable and enthralling text-book on training and tactics“ bezeichnete. Darin formulierte er seine Trainingsmethoden vom Sprint bis zum Langstreckenlauf über 10.000 Meter und prägte mehrere markante Zitate:
- „Running is an art, and every runner must be thought of as an artist.“
- „Every competitor wants to win, but not all have the ‚will to win‘.“
- „The possibilities in racing tactics are almost unlimited, as in a game of chess, for every move there is a counter, for every attack there is a defence.“
- „The coach’s job is twenty per cent technical and eighty per cent inspirational.“
- „Fear is the strongest driving-force in competition. Not fear of one’s opponent, but of the skill and high standard which he represents; fear, too, of not acquitting oneself well.“

## Trainer in Australien
Bereits vor dem Meilenrennen vom 6. Mai 1954 gab es Bemühungen, Franz Stampfl als Trainer nach Australien zu holen. Der sechsfache Olympiamedaillengewinner und Bürgermeister von Melbourne Frank Beaurepaire war maßgeblich daran beteiligt, dass Stampfl im Vorfeld der Olympischen Spiele von Melbourne 1956 eine Trainerstelle erhielt. Am 11. August 1955 kam er in Melbourne an und begann danach seine Tätigkeit. Er wurde am 12. November 1956 als australischer Staatsbürger vereidigt. Ab 1958 leitete er als Trainer die Leichtathletikabteilung an der Universität Melbourne und führte ab ca. 1964 eine tägliche Jogginggruppe für Gesundheitssportler. Er war zudem als Konditionstrainer für Fußballspieler, Skirennläufer, Boxer und Tennisspieler tätig. Nach seiner Pensionierung im Jahr 1978 arbeitete er auf Honorarbasis auf gleiche Weise an der Universität weiter.

## Erfolge seiner Athleten
Neben der ersten „Sub-4“ Meile erreichten Athleten von Franz Stampfl zahlreiche weitere Erfolge über einen langen Zeitraum hinweg auf höchstem Niveau. Roger Bannister gewann im Jahr 1954 bei den Empire Games in Vancouver das Meilenrennen in 3:58,8 Minuten vor John Landy und siegte bei den Europameisterschaften in Bern über 1500 Meter. Chris Chataway erzielte 1954 einen Weltrekord über 5000 Meter. Chris Brasher holte 1956 Olympiagold über 3000 Meter Hindernis. Die nordirische Hochspringerin Thelma Hopkins schaffte 1956 Weltrekord im Hochsprung und gewann im gleichen Jahr Olympiasilber. Der Australier Hector Hogan wurde 1956 über 100 Meter Olympiadritter. 1968 siegte Ralph Doubell bei den Olympischen Spielen von Mexiko-Stadt über 800 Meter und stellte mit seiner Siegerzeit von 1:44,3 min den damaligen Weltrekord von Peter Snell ein. Der 17-fache Weltrekordläufer Ron Clarke wurde als junger Läufer von Franz Stampfl betreut und erzielte Juniorenweltrekorde über eine und zwei Meilen. Im Juni und Juli 1967 betreute Stampfl Ron Clarke bei einer Lauftournee in Europa. Clarke erzielte dabei einen Weltrekord über zwei Meilen. Unter anderem wurden die Weitspringerin Jean Desforges, die Mittelstreckenläufer Merv Lincoln und Peter Bourke, die Kugelstoßerin Gael Martin und die Speerwerferin Sue Howland von Stampfl trainiert.

## Verkehrsunfall und Tetraplegie
Am 16. November 1980 wurde Stampfl bei einem Verkehrsunfall in Melbourne schwer verletzt. Seitdem war er als Tetraplegiker vom Hals abwärts gelähmt. Er hatte keine Bewegungen mehr in den Füßen und konnte nur die Arme ein wenig heben. „Solange ich meine Augen und meine Stimme habe, kann ich coachen“, sagte er danach. 14 Jahre lang fuhr er täglich weiterhin an die Universität, um Sportler zu trainieren. Noch 1990 gewann unter seiner Anleitung Piero Sacchetta den australischen Meistertitel im Speerwurf. Er war als Trainer aktiv bis wenige Tage vor seinem Tod am 19. März 1995.

## Privates und Beziehungen zu Österreich
1947 heiratete Franz Stampfl in Belfast die Australierin Patricia Mary, geborene Cussen, eine Enkelin des Spitzenjuristen Sir Leo Cussen. Ihr Sohn Anton Stampfl kam 1959 zur Welt. Zwischen 1960 und 1980 reiste Franz Stampfl mehrfach nach Wien, um seine Familie zu besuchen, wobei er besonders zu seiner Schwester Hilda und zu seinem Bruder Josef Stampfl, der Leichtathletiktrainer und Präsident des Wiener Leichtathletik-Verbandes war, guten Kontakt hatte. Franz Stampfls Leben und Erfolge waren im Land seiner Herkunft bis zum 100. Jahrestag seiner Geburt im November 2013 nahezu völlig unbekannt.
2012 genehmigte der Zukunftsfonds der Republik Österreich Andreas Maier ein Projekt mit dem Ziel, eine Biographie über Franz Stampfl als Buch zu veröffentlichen.

## Auszeichnungen
- Aufnahme als erster Nicht-Amerikaner in die Helms Athletic Foundation Hall of Fame, USA, 1957
- United States Olympic Association „Franz Stampfl in Appreciation 1958“
- Ehrenbürger von Winnipeg, 2. September 1958
- MBE – „for his service to the sports of athletics“, 13. Juni 1981
- Aufnahme als Associate Member in die „Sport Australia Hall of Fame“, 5. Dezember 1989
- World Athletics Heritage Plaque als "legendary and pioneering coach", 26. September 2019, übernommen durch den Österreichischen Leichtathletik-Verband